# Desa Cibeusi (administrativ by i Indonesien, lat -6,75, long 107,68)
Desa Cibeusi är en administrativ by i Indonesien.   Den ligger i provinsen Jawa Barat, i den västra delen av landet, 110 km sydost om huvudstaden Jakarta.